# Fridor-Waldorp

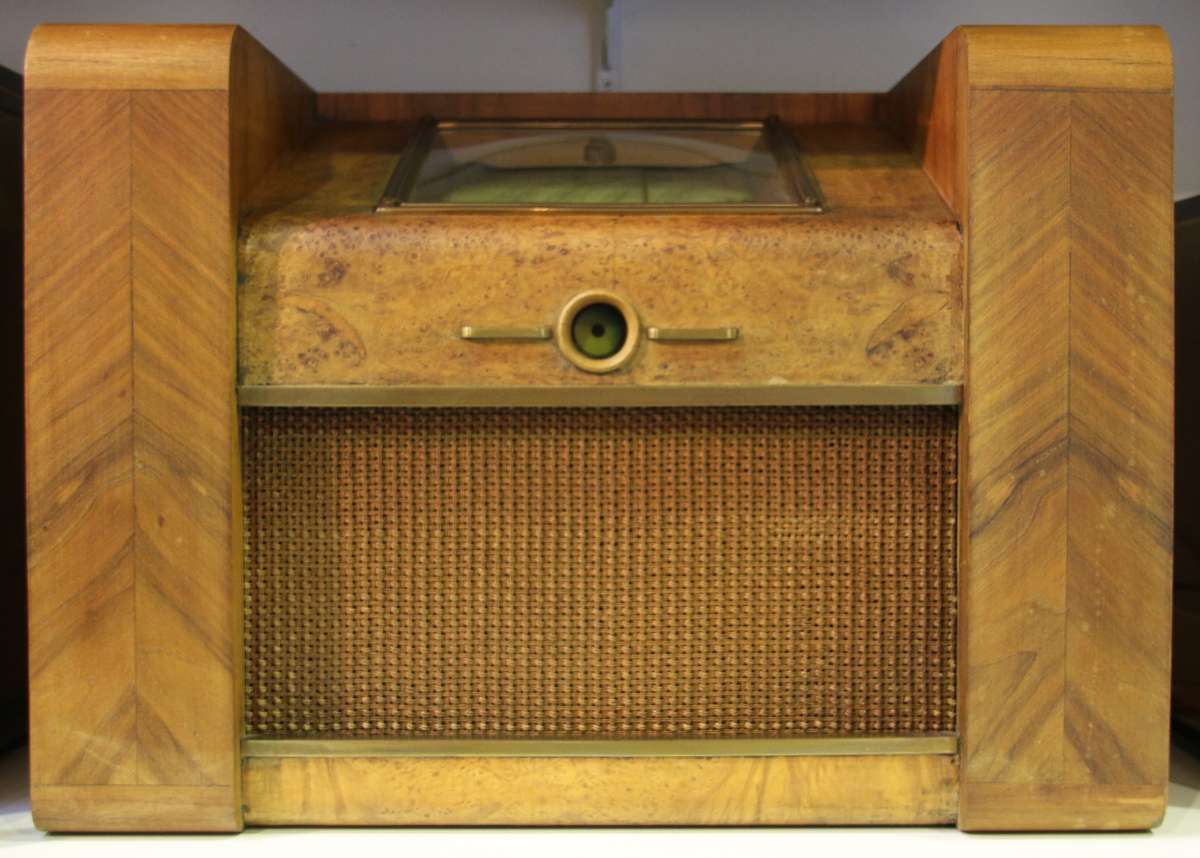
Waldorp radio uit 1939

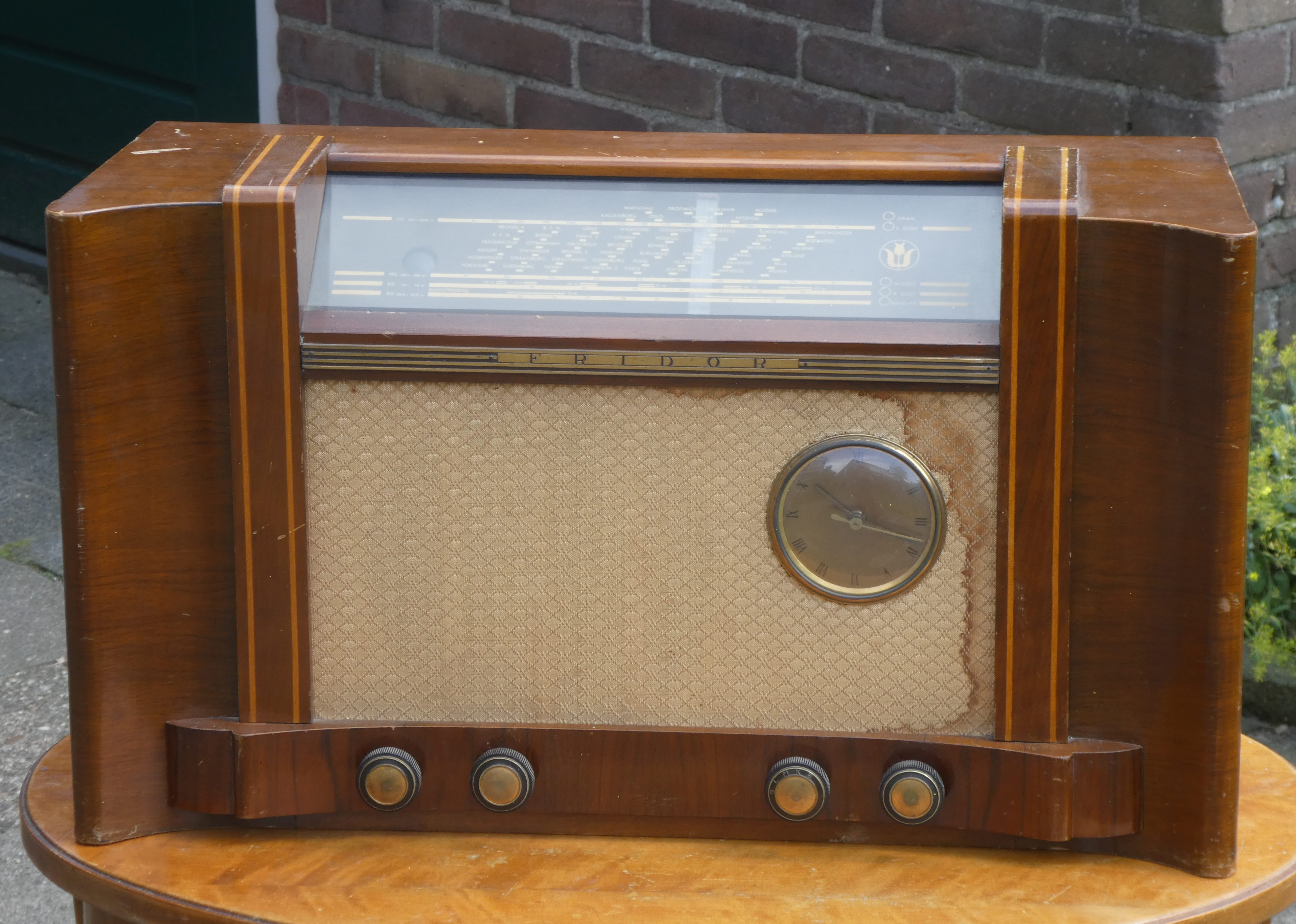
Fridor radio uit 1950

Fridor-Waldorp was een Nederlandse fabrikant van radio's en andere elektrische apparaten. De fabriek was gevestigd in Den Haag.

## Geschiedenis
In 1897 werd een fabriek van wetenschappelijke instrumenten opgericht in Zeist door Dhr. F. Onland.
In augustus 1915 vestigde de fabriek zich aan de Waldorpstraat 275-276 in Den Haag. De naam wijzigde zich in N.V. Nederlandsche Instrumentenfabriek Waldorp. De directeur was R. van Romunde. Aanvankelijk werden in de fabriek instrumenten vervaardigd en er werkten ongeveer 35 mensen. Vanaf 1923 werden ook radiotoestellen geproduceerd. In 1927 volgde de oprichting van de  nv Automobiel- en Algemeene Handelsmij. Timmer met onder meer een (auto)werkplaats aan de Merwedestraat. In 1929 introduceerde Waldorp het bloksysteem voor de bouw van radio's. Op 5 december 1930 werd de radio afdeling in een speciaal bedrijf ondergebracht onder de naam N.V. Waldorp Radio. In 1931 produceerde het bedrijf radio's onder de naam Magnavox en ook met de eigen merknaam Waldorp. Er werkten toen 200 mensen in de fabriek en 10 op kantoor. Vanaf 1937 werden de Waldorp radio's niet meer gebaseerd op een eigen ontwerp maar op een Philips-chassis. Maar de houten Waldorp-kast bleef wel eigen ontwerp. De Fridor Waldorp radio's onderscheidden zich vaak door het bijzondere ontwerp. 
In 1940 werd de Duitser R. S. Friedheim mededirecteur. Van 1940 tot 1954 was W. van Putten de vaste ontwerper. In de Tweede Wereldoorlog kregen alle radio's een "W" mee van "Waldorp" en "Wilhelmina", als teken van verzet. Ook na de oorlog bleef dit teken op de radio's aanwezig in de vorm van een goudkleurige kroon, of een tulp met twee bladeren. Tot 1942 bracht de fabriek ongeveer 150 verschillende types op de markt en vermoedelijk een productie van 54000 toestellen. De onderneming werd een van de belangrijkste radioproducenten van Nederland met in de jaren veertig een aandeel van 3 %. 
Behalve radio's werden vanaf 1949 ook elektrische naaimachines naar een Zwitserse licentie vervaardigd, later werden ook stofzuigers, strijkijzers en kachels geproduceerd. In 1950 werd de merknaam gewijzigd naar Fridor. De naam Fridor-Waldorp werd al gebruikt voor radio's uit 1949. In 1951 werd de naam gewijzigd in N.V. Fridor Fabrieken. Vanaf dat moment droegen alle geproduceerde radio's de naam Fridor. In 1954 viel het doek voor de radioproductie. 
Omstreeks 1955 kwam de fabriek in financiële problemen. De door Fridor tegen hoge kosten in eigen beheer ontwikkelde automatische zig-zag schablone naaimachine kon niet in de vereiste kwaliteit en hoeveelheid gemaakt worden. Een beroep op de kapitaalmarkt in 1955 mislukte. In mei 1957 volgde het faillissement, op dat moment werkten er ongeveer 200 mensen. Het Rijk kocht een deel van de fabrieksgebouwen en vestigde hier de Rijks mechanische administratie. 